# HIStory on Film, Volume II
HIStory on Film, Volume II è una raccolta di video musicali del cantante statunitense Michael Jackson pubblicata per la prima volta in VHS, Laserdisc e VCD nel 1997 dalla Sony Music BMG in seguito all'uscita dell'album Blood on the Dance Floor: HIStory in the Mix e contenente per la prima volta tutti i videoclip realizzati da Jackson per i singoli estratti dall'album HIStory: Past, Present and Future - Book I più alcuni extra. Nei primi anni 2000 è stata ripubblicata anche in DVD con audio completamente rimasterizzato in Dolby Digital 5.1 Surround.

## Descrizione
La compilation video contiene tutti i videoclip dei singoli estratti dall'album HIStory; il teaser trailer dell'album, della durata 4 minuti e girato a Budapest nel 1994 che vede la presenza di centinaia di comparse; le storiche performance dal vivo di Jackson al Motown 25 e agli MTV Video Music Awards 1995; una selezione di suoi video storici. Tra i video realizzati per HIStory, l'unico non presente è la "versione carcere" del videoclip di They Don't Care About Us diretto da Spike Lee, a causa delle controversie causate dalla prima messa in onda del video negli Stati Uniti nel 1996. Venne pubblicato, infine, in via ufficiale solo nel 2010, dopo la morte di Michael Jackson, nella raccolta di video Michael Jackson's Vision.
Fu la terza raccolta ufficiale di videoclip di Michael Jackson dopo Dangerous - The Short Films del 1993, contenente i videoclip tratti dall'album Dangerous del 1991, e Video Greatest Hits - HIStory del 1995, che per la prima volta conteneva alcuni dei videoclip dei precedenti album dell'artista che non generarono delle vere e proprie raccolte di video, nonostante la popolarità di questi ultimi presso il pubblico; Jackson, prima di allora, aveva preferito raccoglierne solo alcuni, o solo brevi spezzoni, nel documentario Making Michael Jackson's Thriller del 1983 e nel lungometraggio antologico Moonwalker del 1988.

### Differenze rispetto alle versioni TV
Alcuni cambiamenti e aggiustamenti sono stati apportati ad alcuni dei video rispetto alle versioni fino ad allora conosciute, alcuni minori e altri più sostanziali, come l'aggiunta di alcune scene inedite in cui Jackson interpreta un angelo, con tanto di ali e scene di nudo integrale in cui le parti intime del cantante sono state cancellate in CGI, nel video di You Are Not Alone. Nel videoclip di Earth Song, invece, sono stati aggiunti degli effetti sonori precedentemente non presenti nella versione televisiva, come i suoni dei tuoni, degli alberi che vengono tagliati, della motosega ecc. non presenti nella versione precedente. Queste versioni modificate sono reperibili solo in HIStory on Film, Volume II dato che, nonostante siano da considerarsi le versioni definitive volute da Michael Jackson, nelle successive uscite in DVD (come in Number Ones e Michael Jackson's Vision) si è tornati alle versioni originali.

## Tracce
1. Introduzione – 0:42
2. HIStory Teaser – 3:57
3. Billie Jean (live dal Motown 25: Yesterday, Today, Forever) – 5:04
4. Beat It – 5:05
5. Liberian Girl – 5:43
6. Smooth Criminal – 9:35
7. 1995 MTV Video Music Awards Performance (intro: Don't Stop 'Til You Get Enough; medley: The Way You Make Me Feel, Jam, Scream, Beat It, Thriller, Black or White feat. Slash e Billie Jean; Dangerous con snippet da Smooth Criminal; You Are Not Alone) – 15:24
8. Thriller – 14:05
9. Scream (duetto con Janet Jackson) – 5:00
10. Childhood (Theme from Free Willy 2) – 4:37
11. You Are Not Alone – 5:42
12. Earth Song – 7:28
13. They Don't Care About Us (Brasilian Version) – 7:16
14. Stranger in Moscow – 5:49
15. MJ Megaremix* – 10:36
16. Blood on the Dance Floor (Refugee Camp Mix) – 5:40
17. Brace Yourself (accompagnato da O Fortuna del Carmina Burana di Carl Orff) – 3:16
18. Beat It (titoli di coda) – 2:49

(*): presente unicamente nelle versioni VHS, Laserdisc e VCD